# Alan Seeger

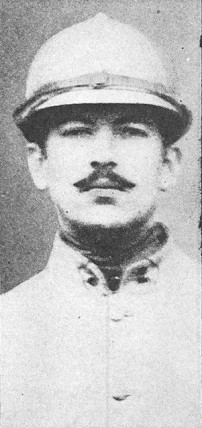
Alan Seeger in seiner Uniform der Fremdenlegion

Alan Seeger (* 22. Juni 1888 in New York City, USA; † 4. Juli 1916 in Belloy-en-Santerre, Frankreich) war ein US-amerikanischer Dichter.

## Leben
Alan Seeger kam als Sohn des Unternehmers Charles Seeger sen. und seiner Frau Elsie Simmons Adams (* 1861) in New York City zur Welt. Als er ein Jahr alt war, ließ die Familie sich in Staten Island nieder. 1898 kehrte sie nach New York City zurück und übersiedelte 1900 nach Mexiko-Stadt. Dort war 1886 schon der ältere Bruder Charles Seeger zur Welt gekommen.
1902 bezog Alan Seeger die private Hackley School in Tarrytown (New York). Eine Scharlach-Erkrankung in der Kindheit hatte seine Gesundheit geschwächt und man hielt einen weiteren Aufenthalt in der großen Höhe Mexikos für ungünstig. Die Schulferien verbrachte er daher in New Hampshire und dann sogar ein ganzes Jahr bei der Familie eines Tutors im südlichen Kalifornien. Nach einem weiteren Jahr in Hackley wurde er 1906 Student in Harvard und gab die Zeitung Harvard Monthly heraus. Ab 1910 lebte er für zwei Jahre in Greenwich Village und übersiedelte dann nach Paris, wo er im Quartier Latin das Leben der Bohème genoss.
Drei Wochen nach dem Beginn des Ersten Weltkriegs trat er am 24. August 1914 in die Fremdenlegion ein und wurde bereits im Laufe des Oktober an die Front verlegt. Im September 1915 nahm er an der Herbstschlacht in der Champagne teil. Danach war er mit schwerer Bronchitis im Lazarett und anschließend zwei Monate auf Erholungsurlaub in Biarritz und in Paris. Am 16. Mai 1916 kehrte er an die Front zurück und fiel sieben Wochen später in der Schlacht an der Somme beim Angriff auf eine deutsche Stellung in Belloy-en-Santerre. Posthum erhielt er die Verdienstmedaillen Croix de guerre und Médaille Militaire.

## Werk

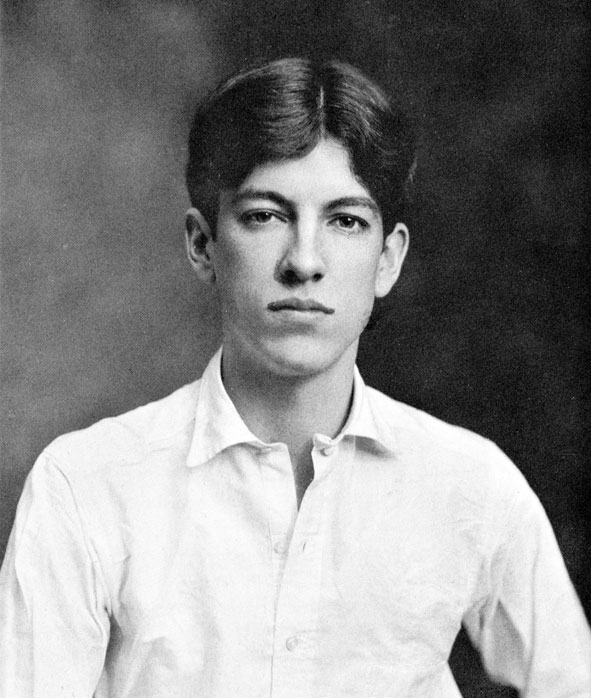
Der 22-jährige Alan Seeger während seiner Zeit als Harvard-Student

Seegers Gedichte wurden 1917 posthum unter dem Titel Poems veröffentlicht, darunter sein bekanntestes Gedicht I Have a Rendezvous with Death, das das wiederkehrende Thema seines Werks behandelt, den Wunsch nach einem frühen und glorreichen Tod. Das ausführliche Vorwort von William Archer bietet außer einer Biographie Seegers auch Auszüge aus seinen Briefen.
Über Poems schrieb Seegers Harvard-Kommilitone T. S. Eliot in dem Londoner Literaturmagazin The Egoist:

“Seeger was serious about his work and spent pains over it. The work is well done, and so much out of date as to be almost a positive quality. It is high-flown, heavily decorated and solemn, but its solemnity is thorough going, not a mere literary formality. Alan Seeger, as one who knew him can attest, lived his whole life on this plane, with impeccable poetic dignity; everything about him was in keeping.”

## Popkulturelle Referenzen
In dem Actionfilm In the Line of Fire von Regisseur Wolfgang Petersen zitiert der von John Malkovich gespielte Mitch Leary „I Have a Rendezvous with Death“. Auf dieses Lieblingsgedicht John F. Kennedys bezieht sich der Titel des deutschen Dokumentarfilms Rendezvous mit dem Tod: Warum John F. Kennedy sterben musste.